# Závody dronů
Závody dronů jsou sport, ve kterém piloti ovládají malé, rychlé bezpilotní letouny (drony) pomocí RC ovladače neboli vysílačky.

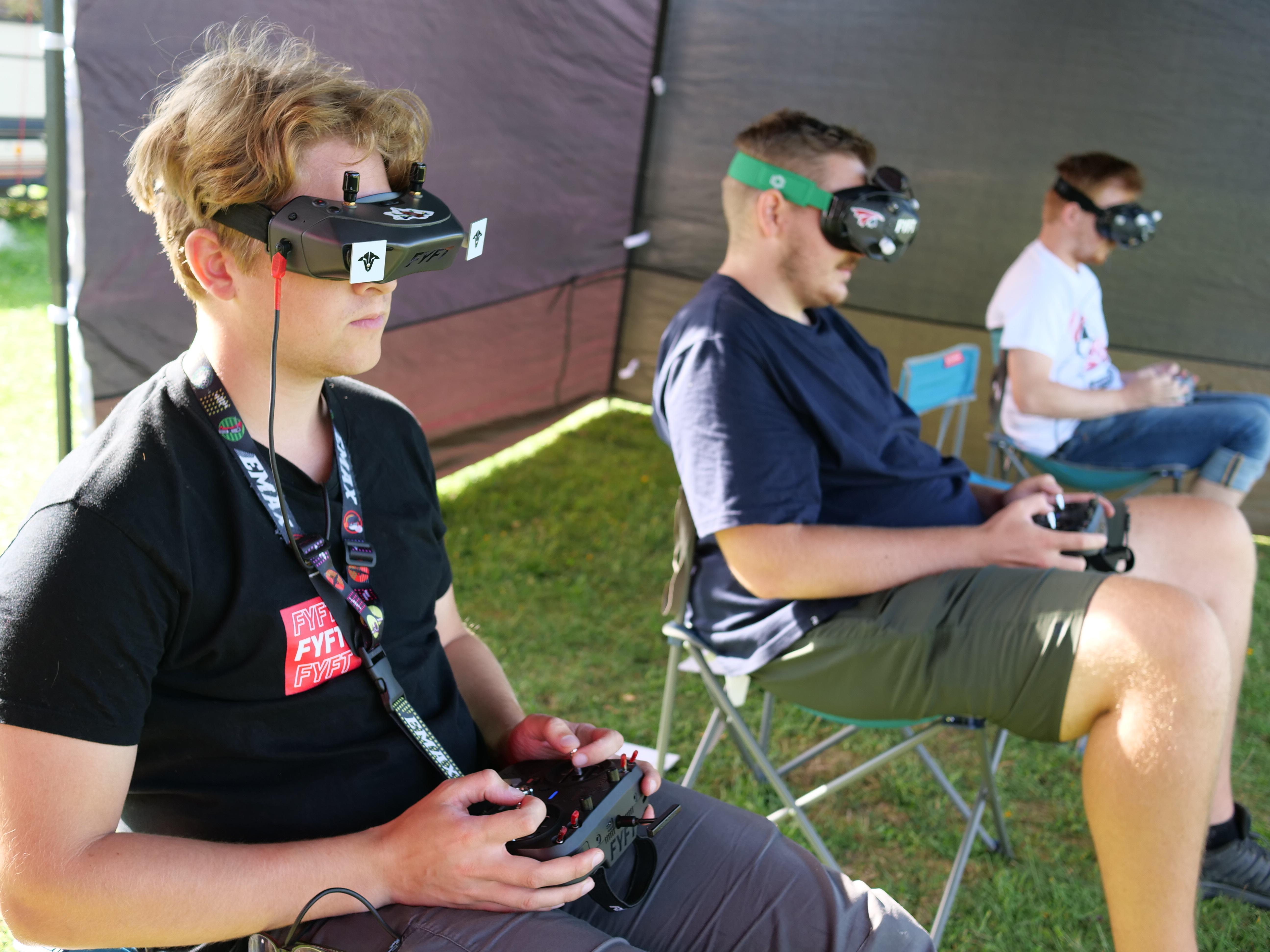
Piloti na závodech dronů pořádaných v Klatovech v roce 2023

Drony jsou vybaveny kamerami, které přenášejí obraz z dronu do brýlí nebo obrazovky pilota, což umožňuje takzvaný pohled z první osoby (FPV - First Person View). To znamená, že piloti vidí to, co vidí dron, a mohou ho tak velmi přesně ovládat. Cílem pilotů je dokončit závodní trať co nejrychleji a umístit se na co nejvyšší příčce.

## Závody dronů v Česku
Závody se v České republice pořádají převážně venku na travnaté ploše, a to s klasickými 5" FPV drony, nebo uvnitř v halách, případně v menších prostorách, kde se létá s malými drony tzv. whoopy. 
Tyto akce přitahují širokou škálu účastníků, od amatérů až po profesionální piloty. Celá událost je často doprovázena živým přenosem pro diváky v reálném čase. Diváci tak mohou sledovat závodní dění z perspektivy pilotů.

## Závodní trať
Závodní trať může být tvořena brankami různých tvarů a velikostí (nejčastější rozměr je velikost MultiGP branek 7" x 6", což je 2.133m x 1.828m). Někdy se na zem umisťují kužely, díky kterým se piloti ve vysokých rychlostech lépe orientují. Startovní a cílová branka je vybavena senzory, které zaznamenávají časy pilotů v jednotlivých kolech. 
Branky jsou na závodní trati často rozmístěné a orientované ve známých kombinacích, což umožňuje pilotům používat k prolétnutí branek již natrénované triky, jako jsou Powerloop, Split S, Ladder a další. Bezpečnost závodníků i diváků je při závodech zajištěna oddělením tratě ochrannými sítěmi nebo bariérami, které minimalizují riziko nehody. 

## Průběh závodů
Závodníci jsou nejprve rozděleni do skupin a seznámeni se závodní tratí a trasou letu. Následně probíhá několik kvalifikačních kol, během kterých si piloti osvojí trať. V kvalifikaci má každý pilot obvykle několik pokusů, aby předvedl své dovednosti a zajistil si místo ve finále.
Během kvalifikace piloti startují s rozestupy několika vteřin, minimalizuje se tak riziko srážky dronů. Ve finálových závodech startují všichni piloti zároveň, a to po zaznění dlouhého tónu, který je od předchozích tří krátkých pípnutí opožděn náhodně o cca 1-5s.
Během létání mají závodníci po ruce tzv. spottera, který kontroluje průběh letu a upozorňuje na případné chyby, které pilot udělal. Průběh závodů je monitorován rozhodčími, kteří dohlížejí na dodržování pravidel a mohou udělovat penalizace za nesprávné průlety brankami nebo za jiné prohřešky. 
Po skončení kvalifikačních letů následuje finále, kde se nejlepší piloti utkají o vítězství. Finálové lety mohou být vícekolové a často probíhají stylem tzv. pavouka, kdy se piloti postupně eliminují. Po skončení finálových kol následuje vyhlášení vítězů a předání cen.
Typickým představitelem jsou zahraniční závody DCL (Drone Champions League) nebo DRL (Drone Racing League), které mají podobný průběh jako závody Formule 1. Drony i závodní trať jsou osvětlené. Komplexnost tratě je jednodušší a drony jsou větší a těžší, než je zvykem. Díky tomu je pro laickou veřejnost jednodušší závody sledovat.

## Technické požadavky na drony
Závodní drony jsou konstruovány pro rychlost a obratnost. Jsou vybaveny výkonnými motory a lehkými, odolnými rámy. Piloti věnují mnoho času ladění a vylepšování svých strojů za účelem dosažení maximálního výkonu. Závodní tratě jsou často složité a plné překážek, což vyžaduje, aby piloti disponovali vynikajícími reflexy a přesností. 
Každý organizátor závodů může v pravidlech specifikovat technické požadavky pro drony, se kterými budou piloti závodit, jako je velikost a váha dronu, typ motorů, výkon video-vysílačů, a další parametry. To zaručí, že piloti mezi sebou soupeří pouze ve svých dovednostech, protože drony se stejnými parametry se chovají ve vzduchu relativně podobně. 

## Závody dronů a legislativa
Piloti musí splňovat všechny legislativní požadavky Úřadu pro civilní letectví a EASA, a dodržovat pravidla pro létání s drony. Každý pilot musí být registrován jako provozovatel dronu a jeho dron musí mít přiděleno unikátní registrační číslo, kterým je dron označen.
Mimo to musí mít každý dron aktivovanou funkci Fail Safe na drop. To znamená, že při ztrátě signálu dron nezačne stoupat výše, ani se vracet podle GPS souřadnic nebo nespustí žádnou z funkcí, pouze vypne motory a spadne na zem na závodní trať. 
Během závodů se smí létat pouze v oblasti hřiště, které je vymezené jak po stranách, tak i maximální výškou, v případě porušení je pilot diskvalifikován. 
Zároveň musí být všechny závody dronů oznámeny místním úřadům a musí být získána všechna potřebná povolení pro jejich konání. Organizátoři závodů jsou povinni zajistit, že závody probíhají v souladu s veškerými právními a bezpečnostními předpisy.